# 국도 제203호선 (일본)

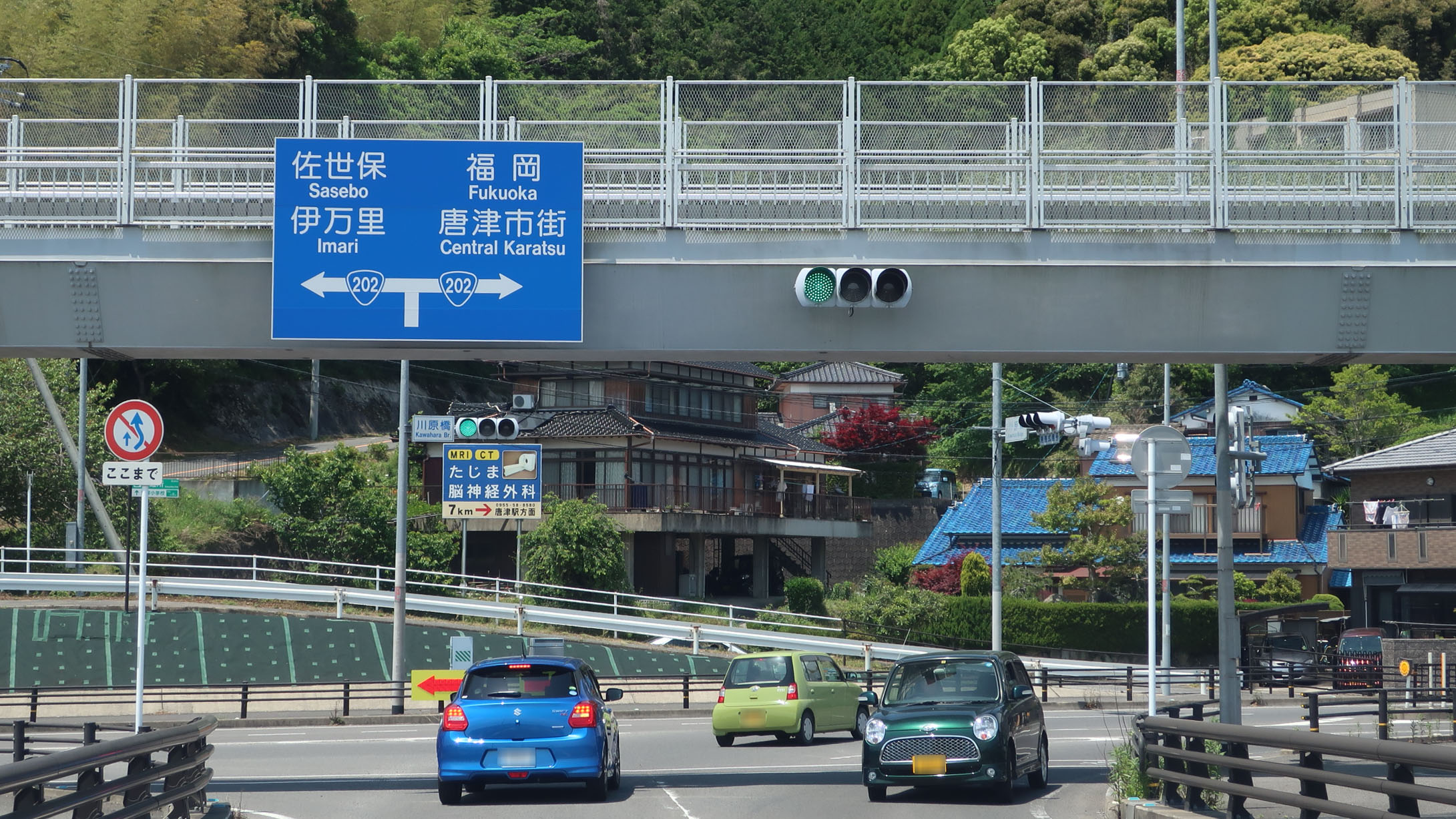
203번 국도의 기점
사가현 가라쓰시 가와하라바시 교차로

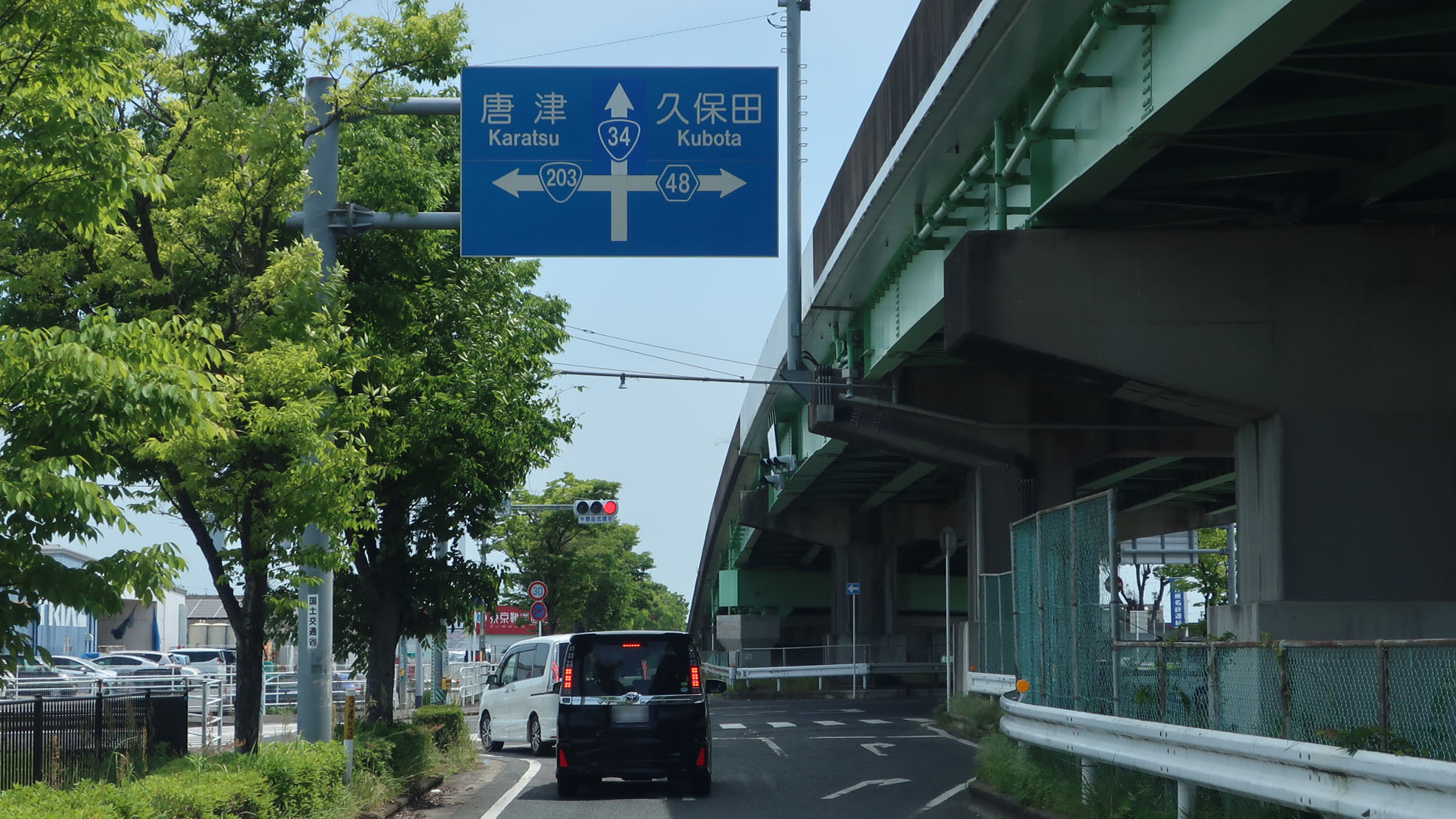
국도 제34호선(중복 구간)과의 분기
사가현 오기시 미카쓰키초 히구치 교차로

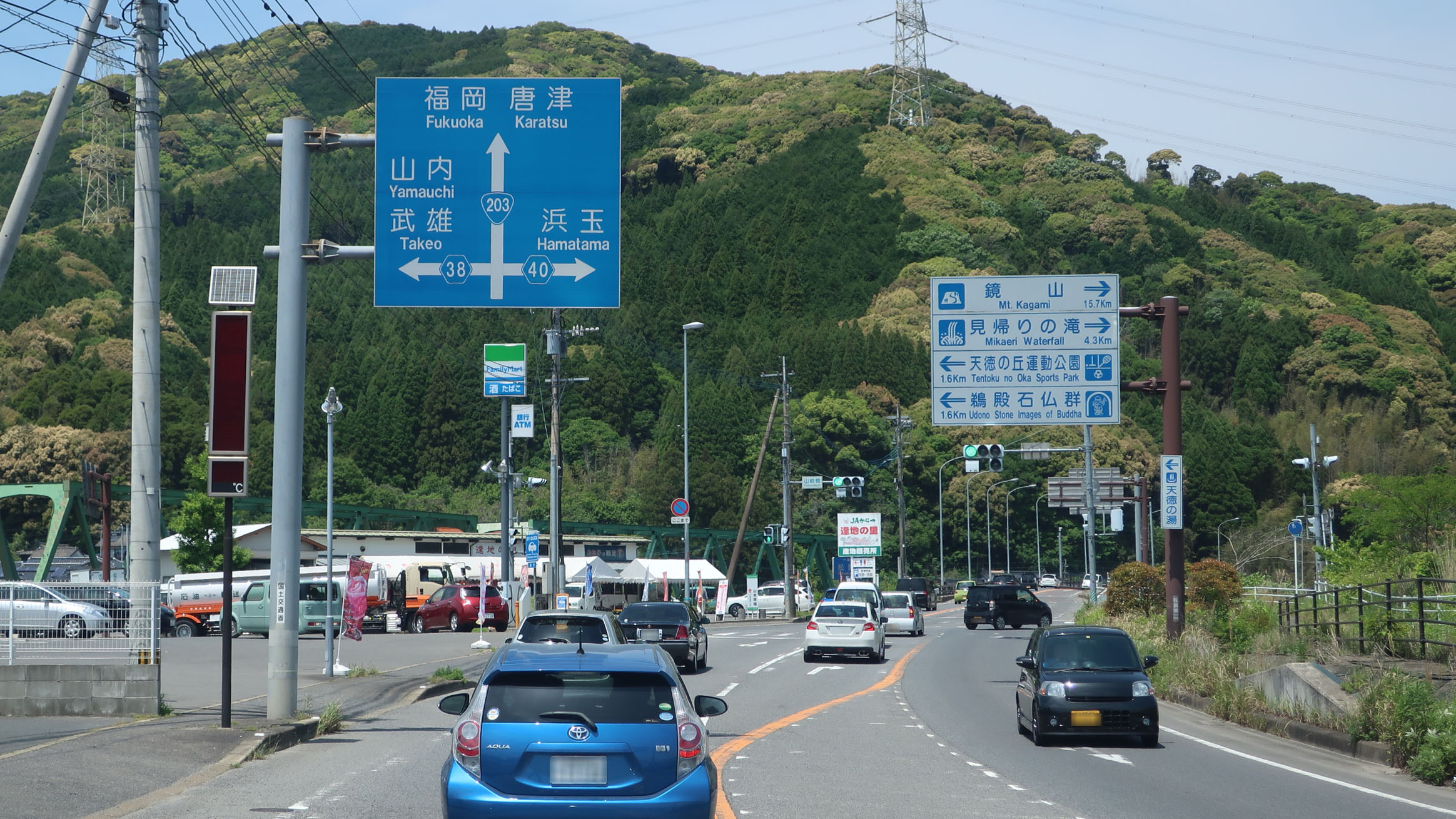
사가현 사가시 오치초 오치
사가현도 제38, 40호선과의 교차

일본 203번 국도(일본어: 国道203号→국도 203호)는 사가현 가라쓰시에서 사가시까지 이어주는 일반 국도로, 총 연장은 56.3km, 실제 연장 44.2km, 현도 34.9km이다.

## 개요
가라쓰시에서 사가시까지 연결하여 사가현을 남북으로 종단하고 있는 간선 도로의 역할을 수행하고 있으나, 대다수의 구간에서는 JR 가라쓰 선과 병주하고 있는 도로망이기도 하다.

### 노선 정보
일반 국도의 노선을 지정하고 있는 정령에 의거한 기종점 및 경유지는 다음과 같다.
- 기점: 가라쓰시 (가와하라바시 교차로 = 202번 국도와의 기점)
- 종점: 사가시 (국립병원 앞 교차로 = 34번 국도의 상부 및 263번 국도와의 종점, 264번 국도·323번 국도와의 기점)
- 중요한 경과지: 다쿠시, 사가현 오기군(일본어판, 중국어판) 미카쓰키정[1]
- 총 연장: 56.3 km
- 중용 연장: 12.0 km
- 실제 연장: 44.2 km
  - 현도: 34.9 km
  - 신도: 9.3 km
  - 구도: 없음
- 지정 구간 : 가라쓰시 와타다니시야마 4544-1 ~ 사가시 히노데 2초메 46-1 (전 구간)

## 역사
- 1953년 5월 18일: 2급 국도 203호 가라쓰 사가 선(가라쓰시~사가시)으로 지정 시행.
- 1965년 4월 1일: 1, 2급의 구분을 없애고 일반 국도 203호선으로 전환

## 노선 개황

### 유료 도로
- 규라기다쿠 도로(일본어판)

### 바이패스
- 규라기 바이패스(일본어판)
- 히가시다쿠 바이패스

### 중복 구간
- 국도 제34호선 : 사가현 오기시 미카쓰키초 히구시·고조 교차로 - 사가시 히노데·국립병원 앞 교차로 (종점)

### 도로 시설
- 미치노에키 : 규라기(일본어판)

## 지리

### 통과하는 지자체
- 사가현
  - 가라쓰시 - 다쿠시 - 오기시 - 사가시

### 교차하는 도로
※ 교차하는 도로 중에서 주요지방도, 일반현도 등은 제외된다.
고속도로
- 나가사키 자동차도

국도
- 202번 국도
- 34번 국도
- 208번 국도
- 263번 국도
- 264번 국도
- 323번 국도

### 주요 고개
- 사사바루 고개(笹原峠, 가라쓰시 - 다쿠시)